# Fodina quadricolor
Fodina quadricolor är en fjärilsart som beskrevs av Embrik Strand 1914. Fodina quadricolor ingår i släktet Fodina och familjen nattflyn. Inga underarter finns listade i Catalogue of Life.